# Якуб Вуйцицький
Якуб Вуйцицький (пол. Jakub Wójcicki, нар. 9 липня 1988, Варшава, Польща) — польський футболіст, захисник футбольної команди «Краковія».
20 липня 2013-го року провів свій перший виступ у Екстраклясі у грі проти «Яґеллонії» з міста Білосток.

## Досягнення
- Володар Кубка Польщі (1):

Завіша (Бидгощ): 2014
- Володар Суперкубка Польщі (1):

Завіша (Бидгощ): 2014